# Шидловський Іван Олексійович

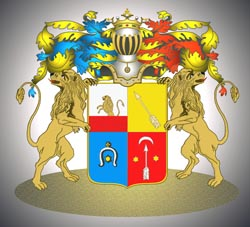
Родовий герб Шидловських.

Шидловський Іван Олексійович (?-1782) засновник села Криворіжжя, майор Російської Імператорської армії. З польського шлахетского роду Шидловських який походить від Козьми Васильовича Шилова який в 1535 році покинув Річ Посполиту і перейшов на службу князю Василю Івановичу, і зі свого сім'єю оселився в Ізюмському полку.

## Біографія
Іван народився на початку 18 століття в родині капітана Родіона Мініч Шидловського власника села Успенівка Воронезької губернії. У Івана був брат Степан.
У 1779 році "Урочище Криворізьке, - давнє запорізьке займище" надійшло ранговою дачею у власність Івану який на той період носив звання полковника. Іван Олексійович був одружений з Катериною Іванівною Одинцовою, дочкою майора Івана Одинцова. У них був єдиний син, Федір Іванович, лейб-гвардії сержант Преображенського полку.
Після смерті Івана Олексійовича приблизно в 1782 році село Криворіжжя перейшло в володіння його дружині Катерині Іванівні Шидловській.

## Родина
Племінник Івана поручик Євдоким Степанович Шидловський є одним з кандидатів на статус засновника міста Донецька. Так як він заснував одне з перших поселень на території нинішнього Донецька слободу Олександрівку.